# Седых, Иван Викторович
Ива́н Ви́кторович Седы́х (1904—1943) — сержант Рабоче-крестьянской Красной Армии, участник Великой Отечественной войны, Герой Советского Союза (1943).

## Биография
Родился в 1904 году в Твери. Получил неполное среднее образование, после чего работал в медицинском институте. В 1927—1930 годах служил в Рабоче-крестьянской Красной Армии. В октябре 1942 года повторно был призван в армию. С декабря того же года — на фронтах Великой Отечественной войны, командовал отделением 78-го гвардейского стрелкового полка 25-й гвардейской стрелковой дивизии 6-й армии Юго-Западного фронта.
2 марта 1943 года в составе своего взвода, которым командовал лейтенант Пётр Николаевич Широнин, участвовал в отражении контратак немецких танковых и пехотных частей у железнодорожного переезда на южной окраине села Тарановка Змиёвского района Харьковской области Украинской ССР. Отделение Седых первым приняло на себя удар. В критический момент боя, когда танки противника вплотную подошли к окопам широнинцев, Седых и его товарищи Скворцов и Павлов бросились с гранатами к ним. В том бою они погибли, но сумели остановить танки. Все они были похоронены в братской могиле на месте боя.
Указом Президиума Верховного Совета СССР «О присвоении звания Героя Советского Союза начальствующему и рядовому составу Красной Армии» от 18 мая 1943 года за  «образцовое выполнение боевых заданий командования на фронте борьбы с немецкими захватчиками и проявленные при этом отвагу и геройство» был удостоен посмертно высокого звания Героя Советского Союза. Также посмертно был награждён орденом Ленина.

## Память
В честь Седых названа улица в Твери.